# M.L. Aviation Utility
Die M.L. Aviation Utility war ein experimentelles Leichtflugzeugkonzept, das auch einer praktischen Erprobung unterzogen wurde. Hersteller war Anfang der 1950er Jahre die britische Firma M.L. Aviation. Geplant war ein Flugzeug, das zusammengelegt einfach zu transportieren und durch Aufblasen der Tragfläche und Unterhängen eines hölzernen faltbaren „Gondelkastens“ für den Piloten schnell einsatzbereit zu machen war.

## Geschichte
Man kann das Konzept eines aufblasbaren Vielzweckflugzeugs (Utility Aircraft) als Versuch ansehen, ein einfaches, leichtes und billiges Fluggerät für militärische Zwecke, speziell für Armeeanforderungen herzustellen. Das Gerät sollte für Aufklärungs- und Verbindungsaufgaben von Armeeoffizieren im Kompanieführerrang verwendet werden.
Die Maschine wurde von Marcel J. O. Lobelle konstruiert, der vorher als Chefkonstrukteur für Fairey arbeitete und z. B. für die Swordfish verantwortlich war. Ein großer Teil der Konstruktions- und Forschungsarbeiten wurde jedoch beim Research and Development Establishment, RAF Cardington (Bedfordshire) geleistet. Dort wurde auch der erste Prototyp zusammen mit zwei Sätzen deltaförmiger Tragflächen fertiggestellt. Der „Cardington Kite“ genannte Prototyp flog zum ersten Mal im März 1953 auf dem Flugplatz RAE Twinwoods.
Die erste öffentliche Vorführung erfolgte im August 1955. Ebenfalls zu dieser Zeit teilte das „Ministry of Supply“ (MoS) mit, dass es einen Auftrag über drei Entwicklungsmaschinen an M.L. Aviation erteilt hat. Erst im August des folgenden Jahres erschienen die ersten Fotos der deutlich weiterentwickelten nun als M.L. Utility Mk.1 (RAF-Seriennummer XK776) bezeichneten Ausführung in der Presse. Der jetzt aus einem anderen Material bestehende Tragflügel erhielt statt der einzelnen zentralen Flosse jetzt ein Doppelleitwerk. Vor allem die „Gondel“ wurde stark überarbeitet und war nun schlanker und länger als vorher, als Triebwerk wurde ein gedrosselter 60-PS-Walter-Mikron-III-Motor eingesetzt.
Bis August 1957 hatte die Mk.1 40 Flugstunden absolviert und eine maximale Höhe von 210 m erreicht. Insgesamt wurden drei Mk.1-Gondeln hergestellt (XK776, XK781, XK784), dazu kamen zwölf Tragflächensätze, die jeweils einen eigenen Namen erhielten. Diese waren zwischen den Gondeln austauschbar, wiesen aber unterschiedliche Elevonflächen, Profiltiefen und Gesamtflächen auf. Weitere Produktionsaufträge wurden nicht erteilt. Der voraussichtliche Preis der Mk.1 für zivile Nutzer hätte zwischen 400 und 900 £, dem damaligen Preis für einen Familienwagen, gelegen.

## Konstruktion
Die beiden Tragflächensätze (als Loopy und Loopy2 bezeichnet) für den ersten Prototyp bestanden zum größten Teil aus Gewebe, das typischerweise auch für Schlauchboote verwendet wurde. Das Material der Mk.1 war hingegen ein gummiertes Baumwollgewebe. Die Tragfläche erhielt ihre Profilform (angenähert an NACA 0024) durch interne querlaufende Zwischenstege, die beim Aufpumpen automatisch stramm gezogen wurden. Diese wirkten als Membranen, die beim Aufpumpen gut luftdurchlässig sind, bei einer eventuellen Beschädigung aber die Luft nur verzögert abgeben sollten. So würde genügend Zeit verbleiben in Notfällen noch sicher zu landen. An der Profilhinterkante dienten zwei zusätzliche aufblasbaren Flächen als Elevons, eine zusätzliche zentrale Vertikalfläche erhöhte die Flugstabilität.
Unter den Tragflächen war eine hölzerne kastenförmige Gondel angeordnet, die ihrerseits auf einem festen und sehr einfachen Dreiradfahrgestell saß. Der Antrieb des Prototyps bestand aus einem 65-PS-McCulloch-Triebwerk und erlaubte eine Höchstgeschwindigkeit von 72 km/h und eine Stallgeschwindigkeit von 29 km/h.
Der drucklose Flügel konnte zusammengerollt in einem Sack auf einem Jeep mitgeführt und die Gondel als Anhänger gezogen werden. Zum Aufbau wurde zuerst die Tragfläche mit einer mechanischen oder einer Handpumpe auf einen Innendruck von etwa 1 psi gebracht. Zur Aufrechterhaltung des Drucks während des Flugs war eine kleine fahrtwindgetriebene Pumpe und ein Entlastungsventil vorgesehen.
Die Steuerung erfolgte über eine nach unten hängende Stange, die über Kabel mit den Elevons verbunden war. Treibstoff wurde in zwei zylindrischen Behältern mitgeführt, die unter der Tragfläche mit Bändern befestigt waren. Bei einer Demonstration im Mai 1957 wurde gezeigt, dass die Inbetriebnahme mit Hilfe von zwei Personen innerhalb kurzer Zeit erfolgen konnte. So dauerte das Aufblasen 15 min, dann wurden die Treibstoffbehälter befestigt und der Motor gestartet.

## Verbleib
Die XK776, eines der faltbaren Chassis und eine Tragfläche wurden der  Royal Aircraft Establishment Station Cardington übergeben.

## Vergleichbare Flugzeugmuster
- In der zweiten Hälfte der 1950er-Jahre wurde von Goodyear mit dem Inflatoplane ein ähnliches Konzept eines aufblasbaren Flugzeugs umgesetzt. Zu einer Serienproduktion kam es jedoch auch in diesem Fall nicht.
- Auch die Ryan Flex Wing, deren Tragflächen nach dem Rogallo-Prinzip ausgelegt waren, verfolgte das Konzept eines für militärische Zwecke nutzbaren ultraleichten Flugzeugs, das mit einfachsten Mitteln zu transportieren und zu betreiben war.

## Technische Daten
| Kenngröße                       | Daten (Mk.1)                                   |
| ------------------------------- | ---------------------------------------------- |
| Besatzung                       | 1                                              |
| Passagiere                      | 0                                              |
| Länge                           | 7,05 m                                         |
| Spannweite                      | 10,68 m                                        |
| Tragflächentiefe Mitte          | 5,34 m                                         |
| Flügelfläche                    | 36,2 bis 49,2 m² (je nach Flügelsatz)          |
| Leermasse                       | 234 kg                                         |
| max. Startmasse                 | 450 kg                                         |
| Marschgeschwindigkeit (35 PS)   | 80 km/h                                        |
| Höchstgeschwindigkeit (38,5 PS) | 93 km/h                                        |
| Steigleistung                   | 214 m/min                                      |
| Höchstflugdauer                 | 2,5 h                                          |
| Triebwerke                      | 1 × Vierzylinder-Reihenmotor Walter Mikron III |